# 大苞茶
大苞茶（学名：Camellia grandibracteata）为山茶科山茶属的植物，是中国的特有植物。分布在中国大陆的云南等地，生长于海拔1,050米的地区，常生长在山地疏林中，目前尚未由人工引种栽培。